# 존 S. 코헨
존 샌포드 코헨(John Sanford Cohen, 1870년 2월 26일 ~ 1935년 5월 13일)는 미국의 정치인이다.

## 학력
- 1885 ~ 1886 미국 해군사관학교

## 경력
- 1886 뉴욕 월드 신문 기자
- 1893 ~ 1896 호크 스미스 내무부 장관 비서
- 1893 ~ 1897 미국 의회 언론 갤러리 회원
- 1900 ~ 1935 애틀랜타 저널 회장
- 1932 ~ 1935 민주당 전국위원회 부의장
- 1932.04 ~ 1933.01 제72대 미국 조지아 연방상원의원